# جون أنكر
جون أنكر (بالنرويجية البوكمول: Johan Anker)‏ هو مهندس وشخصية أعمال نرويجي، ولد في 26 يونيو 1871 في أوستفولد في النرويج، وتوفي في 2 أكتوبر 1940 في هالدن في النرويج.

## وصلات خارجية
- جون أنكر على موقع أوليمبيديا (الإنجليزية)